# Liste des présidents de l'Assemblée nationale populaire de Guinée-Bissau
La liste des présidents de l'Assemblée nationale populaire de Guinée-Bissau présente la liste des personnes ayant présidé l'Assemblée nationale populaire — le parlement monocaméral de la Guinée-Bissau — depuis l'indépendance du pays en 1973.

## Liste
| Titulaire                                            | Début                             | Fin                               | Parti politique                   | Parti politique                   | Notes                                                                    | Réf    |  |
| ---------------------------------------------------- | --------------------------------- | --------------------------------- | --------------------------------- | --------------------------------- | ------------------------------------------------------------------------ | ------ |  |
| João Bernardo Vieira                                 | 28 septembre 1973                 | 28 septembre 1978                 |                                   | PAIGC                             |                                                                          | ,      |  |
| Inconnu                                              | 28 septembre 1978                 | 15 novembre 1980                  |                                   |                                   |                                                                          |        |  |
| Assemblée dissoute de 1980 à 1984                    | Assemblée dissoute de 1980 à 1984 | Assemblée dissoute de 1980 à 1984 | Assemblée dissoute de 1980 à 1984 | Assemblée dissoute de 1980 à 1984 | Assemblée dissoute de 1980 à 1984                                        | [ 3 ]  |  |
| Carmen Pereira                                       | 14 mai 1984                       | 1989                              |                                   | PAIGC                             | Présidente de la république par intérim du 14 au 16 mai 1984             | [ 4 ]  |  |
| Tiago Aleluia Lopes                                  | 1989                              | 1994                              |                                   | PAIGC                             |                                                                          | [ 5 ]  |  |
| Malam Bacai Sanhá                                    | 1994                              | 14 mai 1999                       |                                   | PAIGC                             | Président de la république par intérim du 14 mai 1999 au 17 février 2000 | [ 6 ]  |  |
| Inconnu                                              | 14 mai 1999                       | 28 janvier 2000                   |                                   |                                   |                                                                          |        |  |
| Jorge Malú                                           | 28 janvier 2000                   | 14 septembre 2003                 |                                   | PRS                               |                                                                          | [ 7 ]  |  |
| Assemblée dissoute du 14 septembre 2003 à 7 mai 2004 |                                   |                                   |                                   |                                   |                                                                          |        |  |
| Francisco Benante                                    | 7 mai 2004                        | 22 décembre 2008                  |                                   | PAIGC                             |                                                                          | [ 8 ]  |  |
| Raimundo Pereira                                     | 22 décembre 2008                  | 9 janvier 2012                    |                                   | PAIGC                             | Président de la république par intérim du 9 janvier au 12 avril 2012     | [ 9 ]  |  |
| Manuel Serifo Nhamadjo                               | 3 mars 2009                       | 8 septembre 2009                  |                                   | PAIGC                             | Président de l'Assemblée par intérim                                     |        |  |
| Manuel Serifo Nhamadjo                               | 9 janvier 2012                    | 12 avril 2012                     |                                   | PAIGC                             | Président de l'Assemblée par intérim                                     |        |  |
| Ibraima Sori Djaló                                   | 17 mai 2012                       | 16 juin 2014                      |                                   | PRS                               |                                                                          | [ 10 ] |  |
| Cipriano Cassamá                                     | 16 juin 2014                      | 28 juillet 2023                   |                                   | PAIGC                             |                                                                          | [ 11 ] |  |
| Domingos Simões Pereira                              | 28 juillet 2023                   | en cours                          |                                   | PAIGC                             |                                                                          | [ 12 ] |  |